# شهرستان کینی (تگزاس)
شهرستان کینی، تگزاس (به انگلیسی: Kinney County, Texas) یک سکونتگاه مسکونی در ایالات متحده آمریکا است که در تگزاس واقع شده‌است.

## خصوصیات
شهرستان کینی ۳٬۵۳۵٫۳۵ کیلومترمربع مساحت دارد.